# ミロスラフ・タディッチ
ミロスラフ・タディッチ（Miroslav Tadić、1959年 - ）は、ボスニア出身のギタリスト、作曲家、即興演奏家、音楽教育者。

## 略歴
ヨーロッパ、日本、アメリカで定期的に演奏し、CMPレコード、MAレコーディングス、クロアチア・レコーズ、エンジャ・レコード、レオ・レコード、ソニー・クラシカルなど、数多くのレーベルにて30枚以上のCDを制作している。
『ギター・プレイヤー』誌の1997年1月号では、編集者がタディッチを世界で最も過激かつ個性的なギタリスト30人の1人に選出した。
タディッチはアコーディオン奏者のメリマ・クリュチョ（Merima Ključo）や、音楽家、詩人、哲学者のランボー・アマデウスとコラボレーションを行ったり、クロアチアの長編映画『72 Days』やドキュメンタリー『Dance of the Maize God』のスコアを作曲した。室内楽とソロ・ギター作品は「Les Éditions Doberman-Yppan」から出版されている。
さらに、タディッチはロサンゼルスのカリフォルニア芸術大学で、ギター、即興演奏、バルカン音楽を教えている。
タディッチは、マザーズ・オブ・インヴェンションの元メンバーであるドン・プレストンやナポレオン・マーフィー・ブロックとともに、グランデ・マザーズ（Grande Mothers）でギターを演奏してきている。

## ディスコグラフィ

### リーダー・アルバム
- Bracha (1988年、CMP) ※with ジョン・ベルガモ、デヴィッド・フィリップソン
- 『タムナ・ヴォーダ』 - Dark: Tamna Voda (1988年、CMP) ※ダーク名義 with L・シャンカール、デヴィッド・トーン、マーク・ナウシーフ
- 『レッツ・ビー・ジェネラウス』 - Let's Be Generous (1990年、CMP) ※with ヨアヒム・キューン、マーク・ナウシーフ、トニー・ニュートン
- 『冬物語』 - Levantine Tales (1990年、MA) ※with デュージャン・ボグダノヴィチ
- 『窓と鏡』 - Window Mirror (1991年、MA)
- 『無言』 - Without Words (1992年、MA) ※with ピーター・エプスタイン
- 『キーズ・トゥ・トーク・バイ』 - Keys to Talk By (1992年、MA) ※with デュージャン・ボグダノヴィチ、マーク・ナウシーフ
- 『スネイク・ミュージック』 - Snake Music (1994年、CMP) ※with ジャック・ブルース、デヴィッド・トーン、マーク・ナウシーフ
- 『故郷』 - The Old Country (1996年、MA) ※with ハワード・レヴィ、マーク・ナウシーフ
- 『スティル・ライト』 - Still Light (For Paracelcus) (1997年、MA) ※with マルクス・シュトックハウゼン、マーク・ナウシーフ
- Loose Wires (1997年、Enja) ※with ミシェル・ゴダール、マーク・ナウシーフ
- 『クルシェヴォ』 - Krushevo (1998年、MA) ※with ヴラトゥコ・ステファノフスキ
- Live in Belgrade (2000年、Third Ear) ※with ヴラトゥコ・ステファノフスキ
- Cucuk (2000年、Ma-no) ※with Son of Slavster
- Lulka (2003年、Third Ear) ※with ヴァンジャ・ラザロワ
- Treta Majka (2004年、Avalon) ※with ヴラトゥコ・ステファノフスキ、テオドシー・スパソフ
- Snakish (2005年、Leo) ※with ワダダ・レオ・スミス、マーク・ナウシーフ
- Pangea (2006年、Lian) ※Lian Ensemble名義 with ジヴァン・ガスパリアン、スワパン・チャウドゥーリ
- Imam Pjesmu Za Tebe (2008年、Croatia) ※with ラデ・シェルベッジア
- Live in Zagreb (2008年、Croatia) ※with ヴラトゥコ・ステファノフスキ
- Ponekad Dolazim, Ponekad Odlazim (2010年、Croatia) ※with ラデ・シェルベッジア
- Migrations (2011年、Doberman-Yppan) ※with デュージャン・ボグダノヴィチ
- Invisible Writing (2011年、Night Fire Films) ※with Single Wing Turquoise Bird
- Vidarica (2012年、Nine Winds) ※with テオフィロヴィッチ・ブラザーズ
- Mirina (2013年、Croatia)
- Aritmia (2016年、Skrga music) ※with メリマ・クリュチョ
- Spavati, mozda sanjati (2017年)
- Luka (2021年、Croatia) ※with イヴェット・ホルツヴァルト

### 参加アルバム
- ジャック・ブルース : 『コレクターズ・エディション』 - The Jack Bruce Collector's Edition (1996年、CMP)
- ヤドランカ : 『ベイビー・ユニバース』 - Baby Universe (1996年、Omagatoki)
- MDR交響楽団 (クリスチャン・ヤルヴィ指揮) : Balkan Fever (2014年、Naive)